# Gregor Stähli
Gregor Stähli (n. 28 februarie 1968, Zürich, cantonul Zürich, Elveția) este un sportiv ce a reprezentat Elveția, medaliat olimpic. A participat la 2 ediții ale Jocurilor Olimpice (2002, 2006) în care a câștigat două medalii de bronz.